# 别克

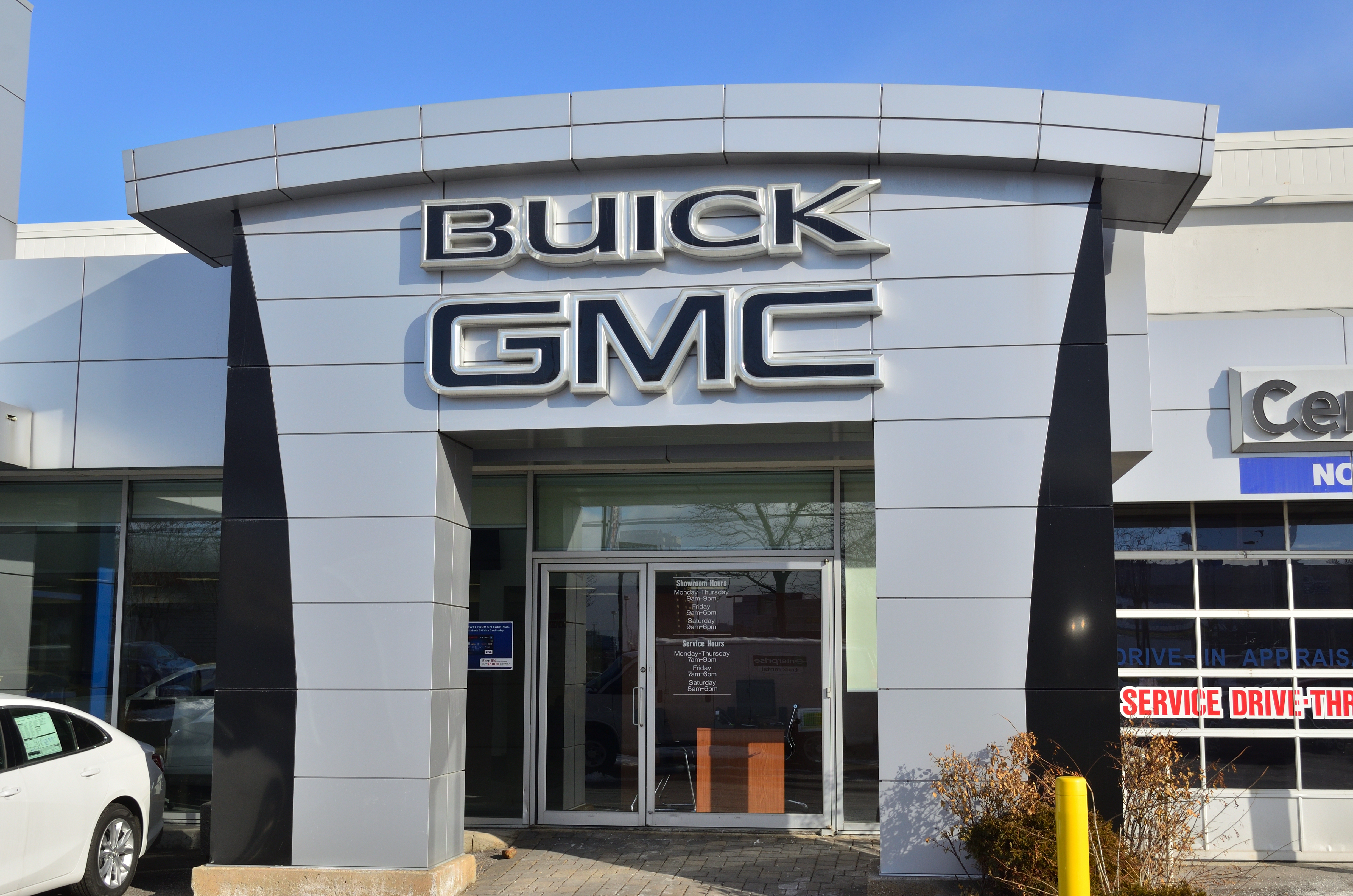
位於北美的標域經銷店

别克（/ˈbjuːɪk/），是由美国通用汽车公司在美國创立的一个品牌，在加拿大、墨西哥、以色列和中國大陸設有分公司。它在北美、中國、獨聯體国家以及中東都有销售。

## 历史

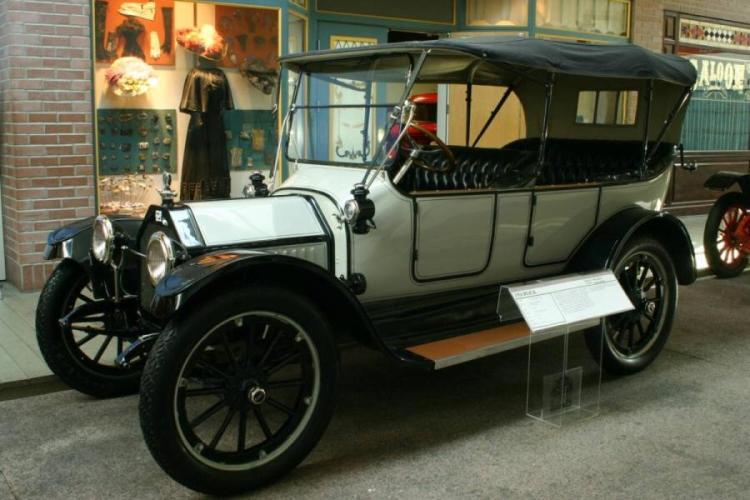
1914年製別克5人車

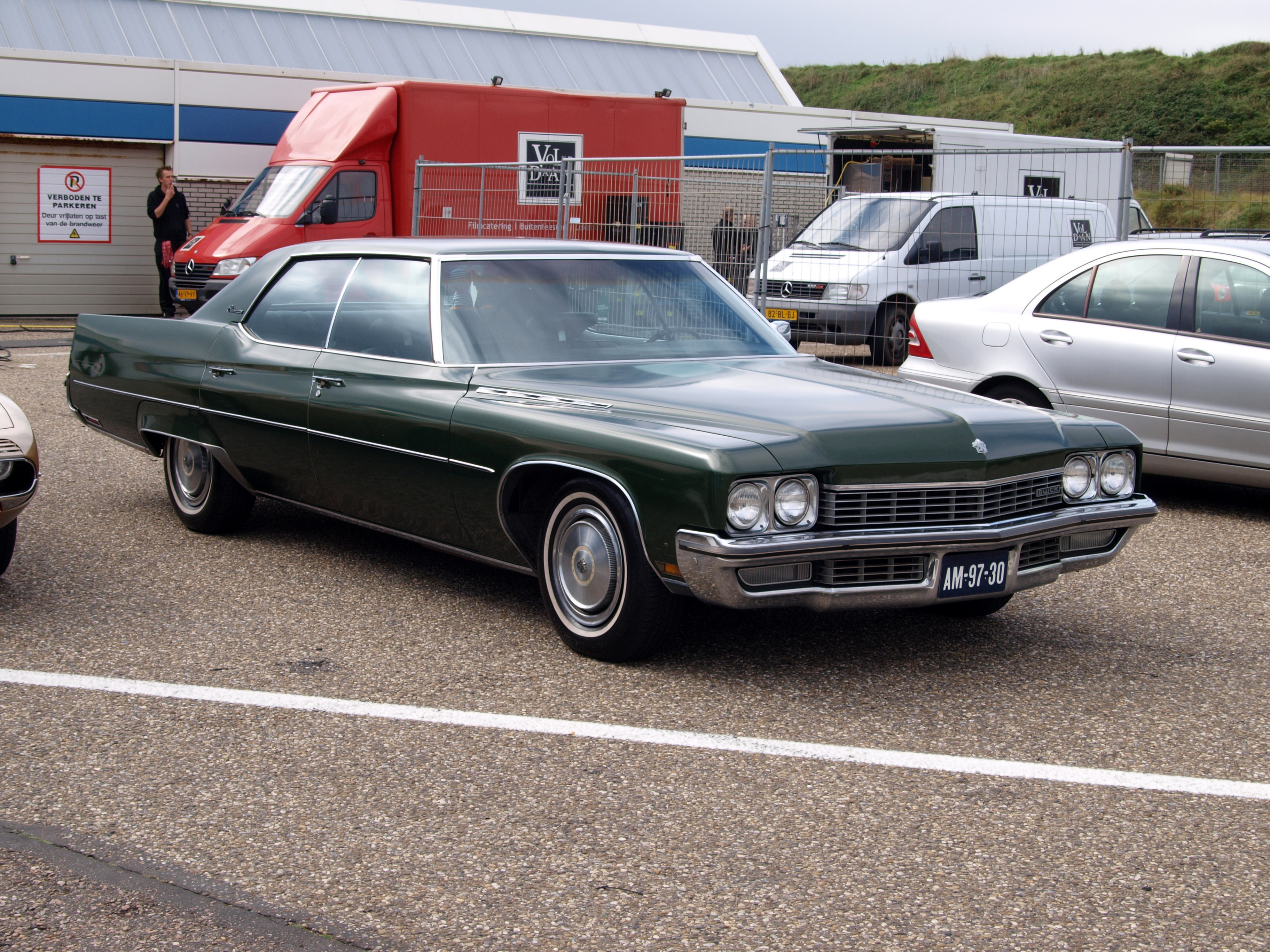
1972年別克公園大道

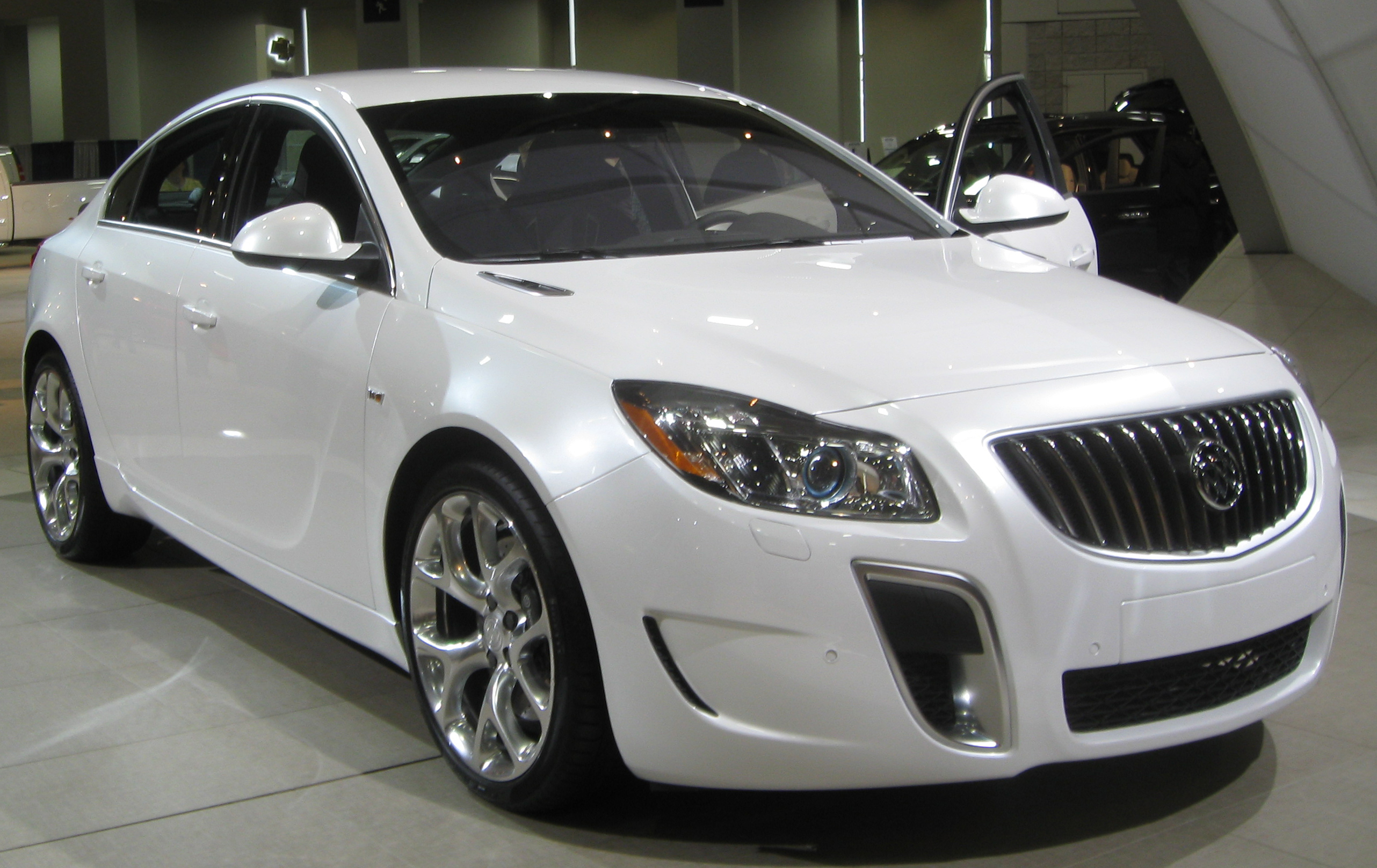
2010年別克 豪族

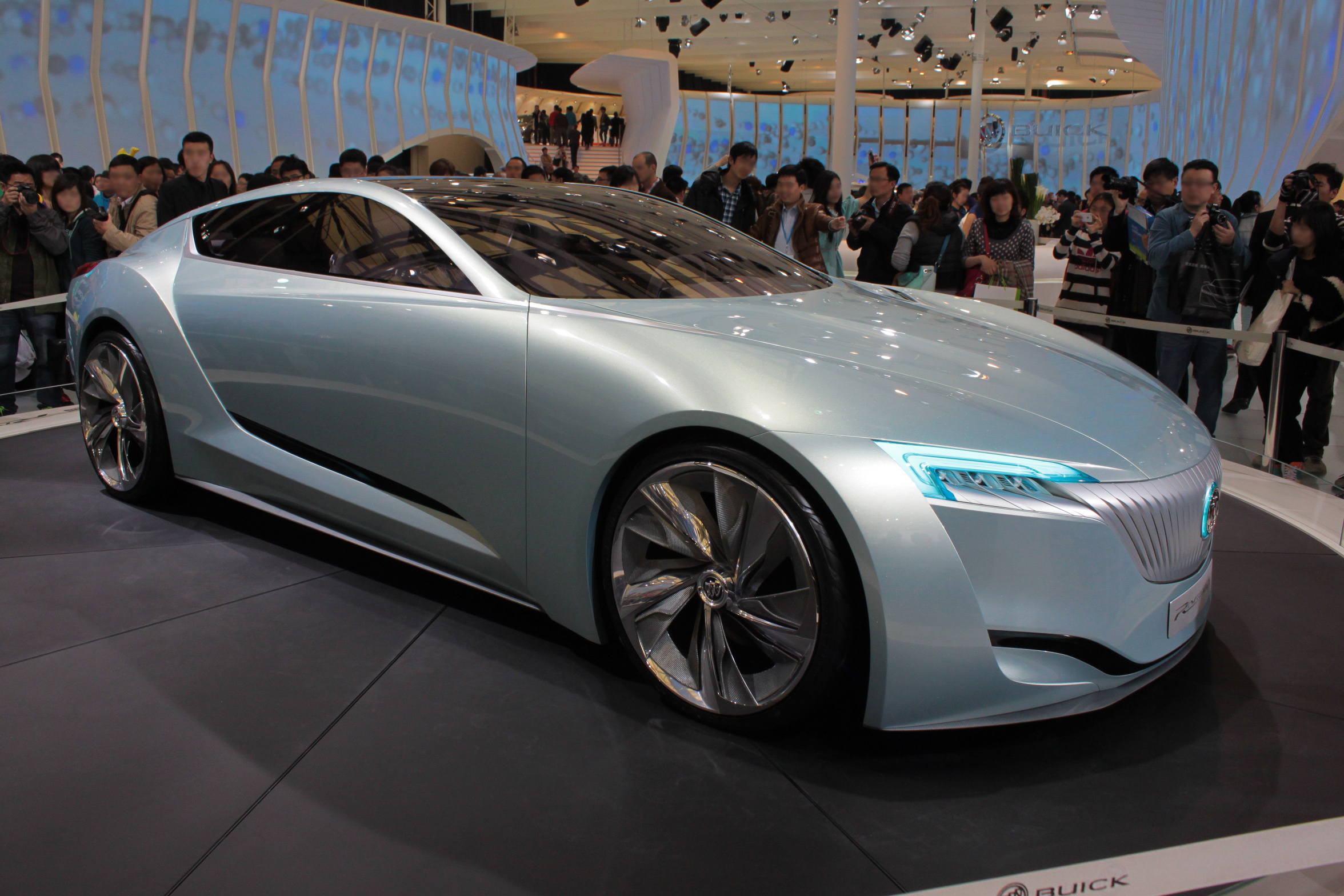
2013年 别克蔚藍海岸

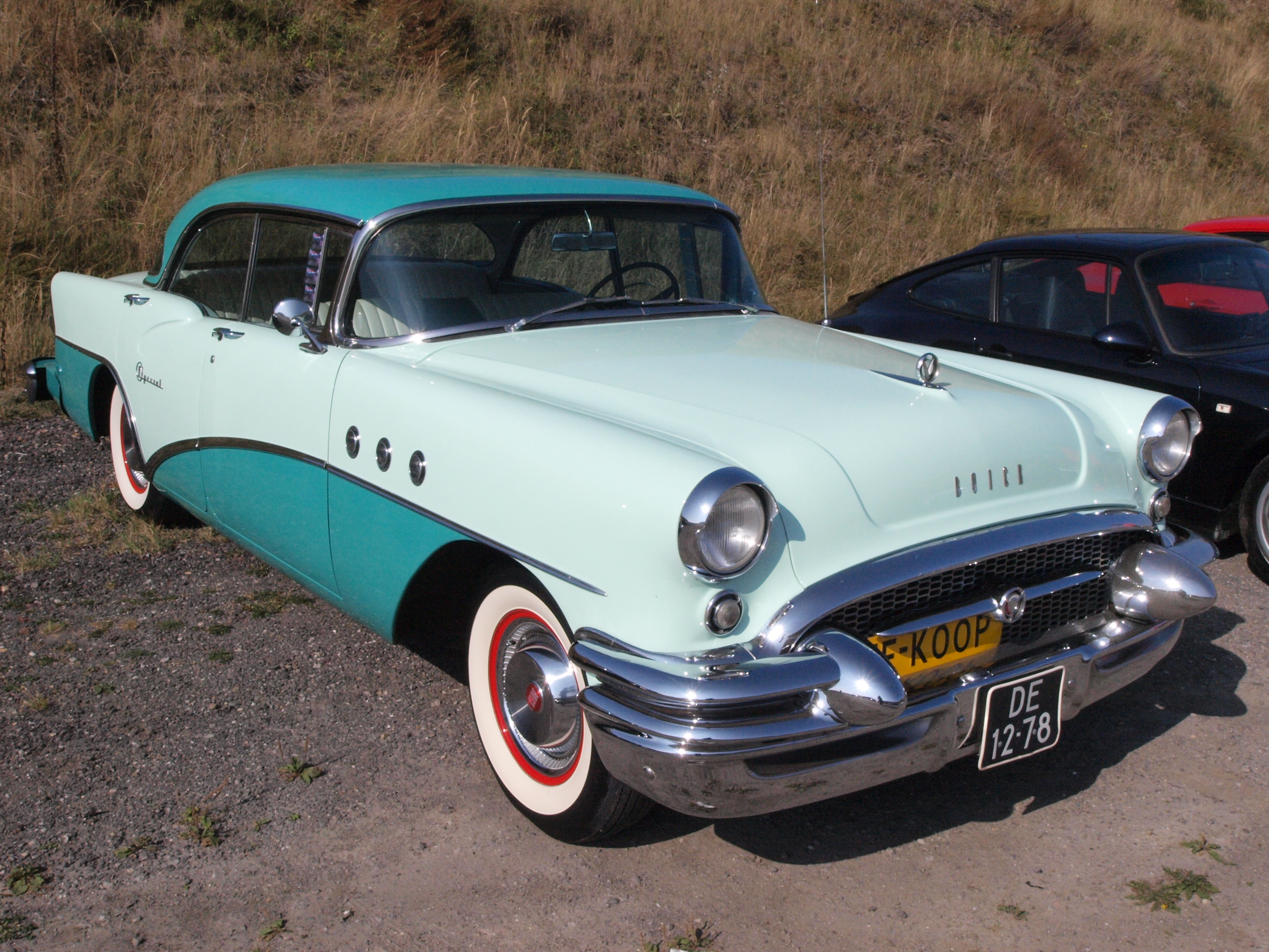
1954年別克特別

别克最开始是个独立的汽车制造商。1903年5月19日，創辦人蘇格蘭裔美國人大衛·邓巴·别克他发明的顶置气门引擎(overhead valve engine)是公司成功的基础。1904年，詹姆斯·怀廷(James Whiting)接管了陷入低迷的公司，把公司搬到他老家密西根州Flint，并让當時美國最大的馬車製造商老闆威廉·C·杜兰特来管理。别克先生在离开的时候出售了他手中持有的股份换得少量资金，四十年后在极端困苦的境遇中去世。
杜兰特是个經商好手，别克不久就成为了美国最大的轿车制造商。用这最初的營利，杜兰特着手将许多小公司整合，组成他的新的大公司－通用汽车。
最初，这些通用汽车的组成公司互相竞争，但是杜兰特制止了这种现象。他希望通用汽车的每一家公司都以不同购买力的消费者为目标。在他的新计划裡，别克接近最高层次的消费者，仅次于豪华的凯迪拉克。
直至今天，别克在通用阵营中仍然保持着这个地位。別克Y-Job是世界第一輛概念車，二戰期間，別克公司為坦克開發了扭力轉換器，到1948年，這種扭力轉換器與其它零件結合成為液力變速器而定型成為現在通用的自動變速器。别克面向的消费者是那些相当富足，但可能是还没到购买凯迪拉克的地步，或者根本就不想要凯迪拉克，但又确确实实想拥有一个比平均水平高一个等级的轿车的人们。别克的汽車以舒適為主要設計風格，另有一些較跑車化的車款，1986年的Buick Riviera領先車界使用觸控式電腦螢幕控制車上各種功能(Buick Graphic Control)。
在1990年代别克已無品牌專用的工廠，與通用汽車其它廠牌的車在相同的工廠生產，在品質調查中卻一直名列前茅。别克沒有卡車車款，跑車車款也極少（通用汽車旗下雪佛蘭品牌有大量SUV運動休旅車與卡車銷售，GMC全部車款為SUV運動休旅車與卡車與商用車，龐蒂克大部份車款為跑車，凱迪拉克也有許多跑車化或休旅車款），是别克長期故障率比其它同工廠不同品牌通用汽車低的主要原因，也突顯不區分車款型式與使用者類型只用汽車廠牌評論品質的盲點。别克的優良品質口碑也證明通用汽車的製造品質並未輸日本車。
2009年，因次貸危機財政受到嚴重衝擊的通用公司為求美國聯邦政府援助宣布破產保護，別克與凱迪拉克、雪佛蘭被宣告為重整後的保留品牌。
2014年JD Power在美國汽車市場新車使用三年後的耐用度調查中别克排名第五。

## 别克标志
别克的标志是一个圆圈中包含着斜排在一起的三个盾牌。每一个盾牌的颜色都不一样，最左边的是红色，中间的灰色，最右边的是蓝色。这个标起从1960年开始采用，三个盾分别代表那一年别克阵营中三种型号的车——Electra，LeSabre，Invicta。盾是采用自别克家族的纹饰，30年代的别克就已经使用了这个图案。在70年代，传统的纹饰曾用在Electras型车上。

## 地理分布

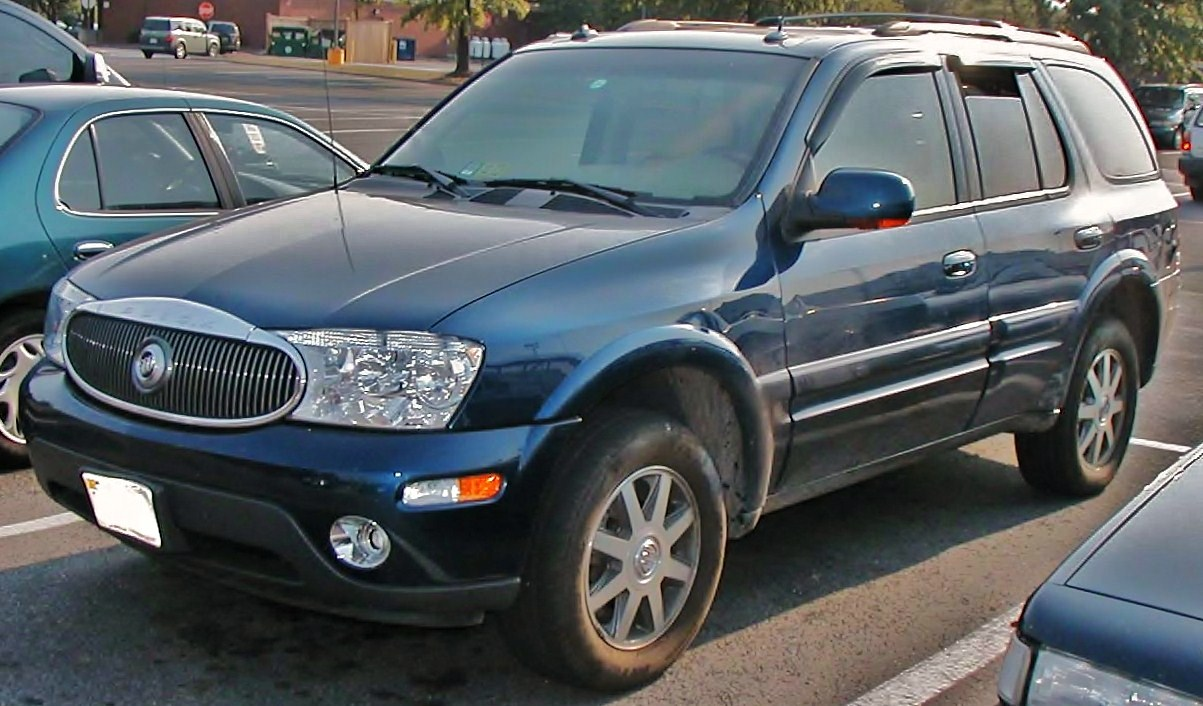
别克Rainier休旅車

不像通用公司其它的品牌，别克没有全球化的市场，尽管早期也有一些出口车辆。在二战前的中国，每五辆车中就有一辆是别克。
现在，大部分别克被限定在美国和加拿大销售。一个例外是以色列，该地有进口的别克LeSabre和别克Rendezvous。
从1999年开始，中国大陆版本的别克世纪（Century）/君威（Regal）在上海通用汽车有限公司制造并销售，逐渐在高收入阶层得到认可，使别克成为通用汽车在中国最为出名的品牌。另外，别克中国也销售以亚洲业务部的欧宝（Opel）Corsa B为原型的小型汽车别克赛欧（Sail），改自大宇的Lacetti/Nubira的别克凯越（Excelle）以及別克GL8等。2005年6月，别克宣布开始制造以澳大利亚霍頓汽車为原型的荣御（Royaum）。别克宣称他希望中国成为他的第二大市场。
別克的台灣代理權最早由中聯汽車、國產汽車、台灣通用先後代理，但在2004年起，台灣裕隆汽車與美國通用汽車签下谅解备忘录，合組裕隆通用汽車股份有限公司製造别克汽车（但台灣通用在當時依然存在）。2009年，通用汽車將手中持股以新台幣1元賣給裕隆汽車，裕隆通用成為裕隆汽車全資的子公司，之後於2012年結束新車業務。2012年前生產的車款有LaCrosse及Excelle，並進口Rendezvous（2007年停產被Enclave取代）。

## 车型

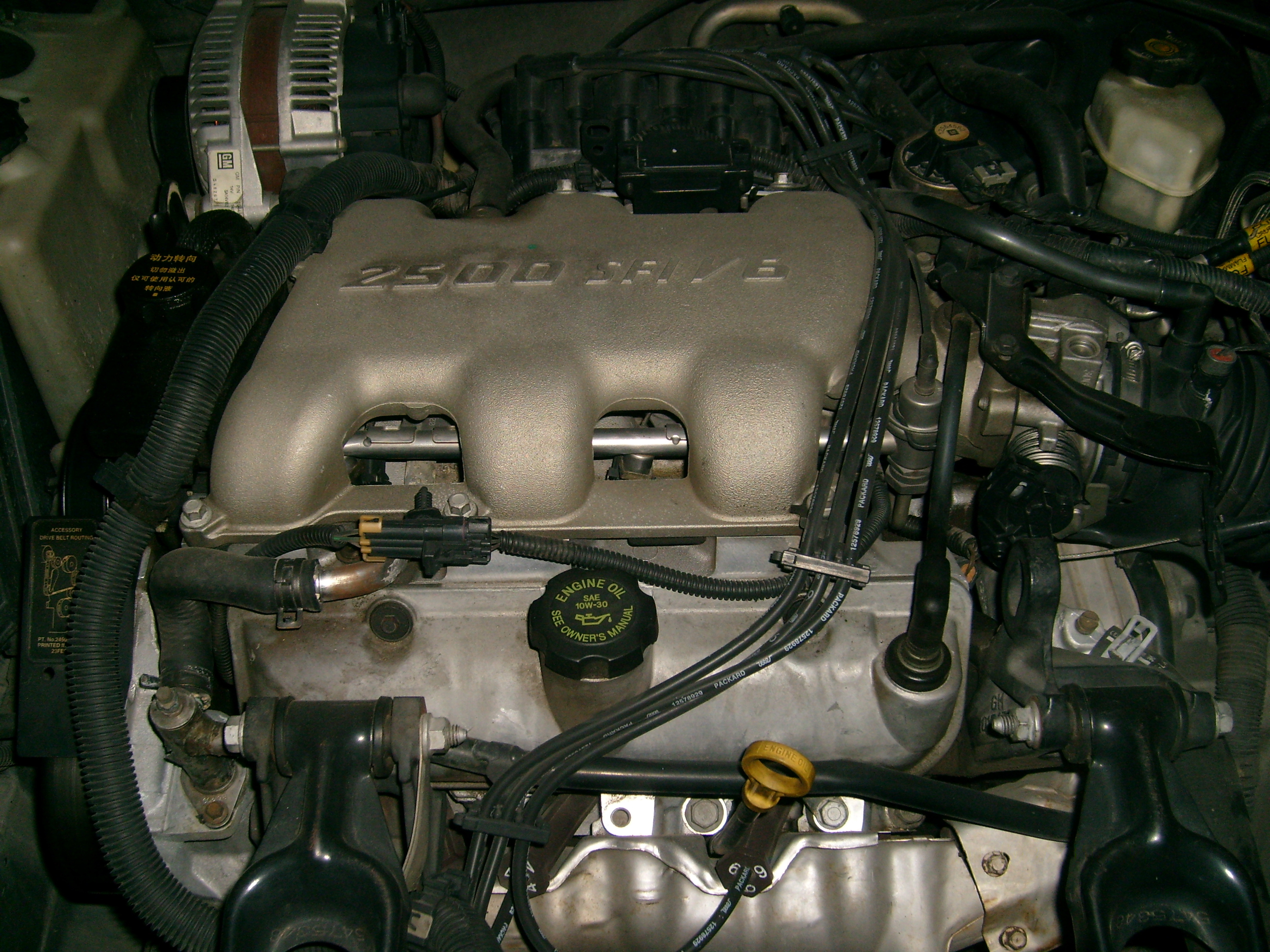
中国版本的别克V6发动机

- 别克阿波罗（Buick Apollo）（1973年-1975年）
- 别克诱惑（Buick Allure）（2005年至今，仅限加拿大地区）
- 别克骑士（Buick Caballero）
- Buick Centurion （1971年-1973年）
- 别克世纪（Buick Century）（1936年-1942年、1954年-1958年、1973年-2005年）
- Buick Eight
- 别克依勒克拉（Buick Electra）（1959年-1990年）
- Buick Estate Wagon （1970年-1983年、1985年-1996年）
- 别克凯越（Buick Excelle）（2003年至今，仅限中国大陸與台灣地區）
- 别克GL8（Buick GL8）（2000年至今，仅限中国地区）
- Buick Gran Sport （1968年-1972年）
- Buick GSX（1970年-1971年）
- Buick Invicta（1959年-1964年）
- 别克君越Buick LaCrosse （2005至今）
- Buick LeSabre（1959年-2005年）
- Buick Limited（1936年-1942年、1958年）
- Buick Lucerne（2005年-2012年）
- Buick Luxus（1973年-1974年）
- 别克林荫大道（Buick Park Avenue）（1991年-2005年、2007年至今，中國限定）
- Buick Rainier（2004年2007年）
- Buick Reatta（1988年-1991年）
- 别克君威（Buick Regal） （1973年-2004年、2010年（中國2009年）至今）
- Buick Regal Grand National （1984年-1987年）
- Buick Regal GNX （1987年）
- Buick Rendezvous（2001年-2007年）
- Buick Riviera（1963年-1999年）
- Buick Roadmaster（1936年-1958年、1991年-1996年）
- 别克荣御（Buick Royaum）（2005年-2007年，仅限中国地区）
- 别克赛欧（Buick Sail）（仅限中国地区）
- Buick Skyhawk（1975年-1980年、1982年-1989年）
- Buick Skylark（1953年-1954年、1961年-1972年、1975年-1998年）
- Buick Somerset（1985年-1987年）
- Buick Special（1936年-1958年、1961年-1969年）
- Buick Sport Wagon（1964年-1971年）
- Buick Super（1940年-1958年）
- Buick Terraza（2004年2007年）
- Buick Wildcat（1963年-1970年）
- 别克昂科雷（Buick Enclave）（2007年至今）
- 别克昂科威（Buick Envision）（2014年至今）
- 别克昂科拉（Buick Encore）